# Рондо, Клавдий
Клавдий Рондо (англ. Claudius Rondeau; 28 марта 1695 — 5 октября 1739) — английский резидент в России в 1728—1739 г.
Сын французского протестанта, переселившегося в Англию.
В 1728 году в качестве секретаря сопровождал Дж. Уорда, Его Величества Генерального Консула и агента Русской Компании в Санкт-Петербург. Миссия Уорда была предпринята как предварительный шаг на пути к восстановлению полноценных дипломатических связей между дворами короля Великобритании Георга II и императора Петра II, а также для представления интересов Русской Компании и Фактории (Factory) в Санкт-Петербурге.
После смерти Дж. Уорда в феврале 1731 года, представлял интересы британской миссии. Десять лет, проведённых в самом центре петербургской светской жизни, дали ему возможность хорошо познакомиться с жизнью русской аристократии.
Автор «Записок о некоторых вельможах русского двора в 1730 году» (напечатана в «Чтениях Московского Общества Истории и Древностей», 1861 г., кн. II. и в «Приложении» к «Письмам» Леди Р.) и «Донесений» (1728—1733), касающихся торговых интересов России и Англии и других политических отношений («Сборник Императорского Исторического Общества», т. 66, 1889).
Похоронен в Кентербери, графства Кент, Англия.